# Andrew Majda
Andrew Joseph Majda (né le 30 janvier 1949, mort le  12 mars 2021) est un mathématicien américain, titulaire de la chaire Morse de professeur au Courant Institute of Mathematical Sciences de l'Université de New York. Il est connu pour ses contributions théoriques aux équations aux dérivées partielles ainsi que sa contributions appliquées à divers domaines, dont les ondes de choc, la combustion, l'écoulement incompressible, les tourbillons, et les sciences de l'atmosphère. Majda est répertorié comme un chercheur en mathématiques très souvent cité selon l'ISI.

## Formation et carrière
Né à East Chicago dans l'Indiana, Majda reçoit un diplôme de B. Sc. en mathématiques de l'Université Purdue en 1970. Il obtient ensuite son mastère puis son doctorat en mathématiques de l'Université Stanford en 1971 et 1973, respectivement. Son directeur de thèse est Ralph S. Phillips. Il commence sa carrière scientifique en tant qu'instructeur au Courant Institute of Mathematical Sciences de 1973 à 1975. Avant de retourner au Courant Institute en 1994, il occupe des postes de professeur à l'Université de Princeton de 1984 à 1994, à l'Université de Californie à Berkeley de 1978 à 1984, et à l'Université de Californie à Los Angeles de 1976 à 1978. Au Courant Institute, Majda joue un rôle important dans la mise en place du "Center for Atmosphere Ocean Science", qui vise à favoriser la recherche interdisciplinaire avec des mathématiques appliquées modernes en modélisation climatique et en prédiction.

## Prix et distinctions
En 2016 il est lauréat du Prix Leroy P. Steele pour « contribution déterminante à la recherche ».
En 2015 il reçoit le Prix Lagrange de l'ICIAM.
En 2013 il est lauréat du Prix Norbert Wiener pour les mathématiques appliquées.
En 2007 il reçoit la médaille du Collège de France, qu'il avait déjà reçue une première fois en 1982.
En 2004 il reçoit le prix du Maire de New York, pour l'Excellence en Mathématiques, Physique et Sciences de l'ingénieur ; en 1995 il est lauréat de la Conférence Gibbs de l'American Mathematical Society et en 1992 du Prix de l'Académie nationale des Sciences en Mathématiques Appliquées et Analyse Numérique.
En 1990 il est lauréat de la Conférence von Neumann de la SIAM. De 1977 à 1979 il est titulaire d'une bourse Sloan.
Majda est membre de l'Académie nationale des sciences, de l'American Mathematical Society, de la Société américaine de physique, de la Japan Society for the Promotion of Science, et de la Society for Industrial and Applied Mathematics. En 2012, il est devenu fellow de l'American Mathematical Society. Il est docteur honoris causa de l'Université Fudan à Shanghai (2008) et de l'Université Purdue (2000).
En 1990 il donne une conférence plénière au congrès international des mathématiciens à Kyōto, avec une conférence intitulée « The interaction of nonlinear analysis and modern applied mathematics » et en 1983 orateur invité au congrès international des mathématiciens de Varsovie, avec une conférence intitulée « Systems of conservation laws in several space variables ».

## Publications
- (en) Andrew J. Majda, Andrea L Bertozzi et D. G. Crighton, Vorticity and Incompressible Flow, Cambridge University Press, 2001, 1re éd. (ISBN 0-521-63948-4).
- Compressible Fluid Flow and Systems of Conservation Laws in Several Space Variables, Springer 1984
- Introduction to Partial Differential Equations and Waves for the Atmosphere and Ocean, Courant Lecture Notes, vol. 9, American Mathematical Society, Courant Institute of Mathematical Sciences, 2002
- avec R. Abramov, M. Grote: Information theory and stochastics for multiscale nonlinear systems, American Mathematical Society 2005
- avec X. Wang: Nonlinear Dynamics and Statistical Theories for Basic Geophysical Flows, Cambridge University Press, 2006